# Bulbophyllum multiflorum
Bulbophyllum multiflorum là một loài phong lan thuộc chi Bulbophyllum.